# Honvéd Vezérkar
A Honvéd Vezérkar (rövidítése: HVK) a Magyar Honvédség (MH) felső szintű hadászati és összhaderőnemi tervező- és elvi kidolgozószervezete, koordinálja a fegyveres erők feladatait, javaslatokat dolgoz ki az MH katonai tevékenységének tervezésére, szervezésére és ellenőrzésére, valamint a harcképesség fejlesztésére.

## Feladatai
A feladatait, hatáskörét törvény rögzíti. A Magyar Honvédség (MH) szakmai vezetését a Honvéd Vezérkar látja el.

## Története
A második világháborút követően a korábbi Nemzeti Hadsereg vezérkarát, tiszti, főtiszti állományát lecserélték; a Magyar Néphadsereggel együtt újraszervezték.
2001-ben integrálták az addig funkcionálisan különlévő politikai és szakmai vezetést, vagyis a Honvédelmi Minisztériumot és a Honvéd Vezérkart. Az eddig megoszlott vezetés a mindenkori honvédelmi miniszter kezébe került. Az irányítás politikai részét az államtitkárokon, a katona szakmai részét a vezérkari főnökön keresztül végzi.

## Felépítése

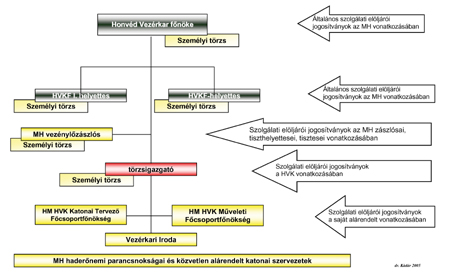
A HM HVK szervezeti felépítése

## A Vezérkar tagjai
A Magyar Honvédség szakmai vezetése a mindenkori vezérkari főnök joga és kötelessége. Jelenleg tagjai a következők:
- Dr. Böröndi Gábor vezérezredes (vezérkari főnök)
- Kajári Ferenc altábornagy
- Takács Attila Géza altábornagy
- Schmidt Zoltán vezérőrnagy
- Somogyi zoltán vezérőrnagy
- Kaszab Zoltán főtörzszászlós

## A Vezérkar főnökeinek listája

### Vörös Hadsereg (1919)
| #  | Portré | Vezérkari főnök              | Hivatal kezdete  | Hivatal vége       | Hivatali idő    | Párt | Párt |
| -- | ------ | ---------------------------- | ---------------- | ------------------ | --------------- | ---- | ---- |
| 1. |        | Stromfeld Aurél vezérezredes | 1919. április 21 | 1919. július 3.    | 2 hónap, 8 nap  | KMP  |      |
| 2. |        | Julier Ferenc százados       | 1919. július 3.  | 1919. augusztus 1. | 1 hónap, 28 nap | KMP  |      |

1919. augusztus 1-én a Tanácsköztársaság megszűnik, a Vörös Hadsereget feloszlatják.

### Nemzeti Hadsereg (1920–1922)
| # | Portré | Vezérkari főnök                                        | Hivatal kezdete     | Hivatal vége      | Hivatali idő    | Párt | Párt      |
| - | ------ | ------------------------------------------------------ | ------------------- | ----------------- | --------------- | ---- | --------- |
| — |        | vitéz bádoki Soós Károly gyalogsági tábornok           | 1919. augusztus 12. | 1919. december 1. | 3 hónap, 19 nap |      | Független |
| — |        | vitéz nagybányai Horthy Miklós altengernagy            | 1919. december 1.   | 1920. április 1.  | 4 hónap         |      | Független |
| — |        | berzevicei és kakaslomnici Berzeviczy Béla altábornagy | 1920. április 1.    | 1922. január 4.   | 9 hónap, 3 nap  |      | Független |

### Magyar Királyi Honvédség (1922−1945)
| #   | Portré | Vezérkari főnök                           | Hivatal kezdete      | Hivatal vége         | Hivatali idő  | Párt      | Párt |
| --- | ------ | ----------------------------------------- | -------------------- | -------------------- | ------------- | --------- | ---- |
| 3.  |        | ruszkini Lorx Győző tábornok              | 1922. január 4       | 1922. június 29.     | 176 nap       | Független |      |
| 4.  |        | vitéz bulcsi Janky Kocsárd altábornagy    | 1922. június 29.     | 1930. május 26.      | 7 év, 331 nap | Független |      |
| 5.  |        | Rőder Vilmos altábornagy                  | 1930. május 26.      | 1935. január 16.     | 4 év, 235 nap | Független |      |
| 6.  |        | Somkuthy József altábornagy               | 1935. január 16.     | 1936. szeptember 5.  | 1 év, 233 nap | Független |      |
| 7.  |        | vitéz nagylaki Rátz Jenő altábornagy      | 1936. szeptember 5.  | 1938. május 24.      | 1 év, 261 nap | Független |      |
| 8.  |        | vitéz Keresztes-Fischer Lajos altábornagy | 1938. május 24.      | 1938. szeptember 29. | 128 nap       | Független |      |
| 9.  |        | Werth Henrik vezérezredes                 | 1938. szeptember 29. | 1941. szeptember 4.  | 2 év, 340 nap | Független |      |
| 10. |        | vitéz Szombathelyi Ferenc vezérezredes    | 1941. szeptember 6.  | 1944. április 19.    | 2 év, 228 nap | Független |      |
| 11. |        | Vörös János vezérezredes                  | 1944. május 10.      | 1944. október 16.    | 159 nap       | Független |      |
| 12. |        | Beregfy Károly vezérezredes               | 1944. október 16.    | 1945. április 30.    | 196 nap       | NYKP      |      |

### Magyar Honvédség (1946–1951)
| #                                                                                               | Portré | Vezérkari főnök           | Hivatal kezdete    | Hivatal vége        | Hivatali idő | Párt      | Párt |
| ----------------------------------------------------------------------------------------------- | ------ | ------------------------- | ------------------ | ------------------- | ------------ | --------- | ---- |
| (11.)                                                                                           |        | Vörös János vezérezredes  | 1945. november 15. | 1946. szeptember 1. | 290 nap      | Független |      |
| Üres (1946. szeptember 1. – 1948) A haderőszervezés és az 1947-es párizsi béketárgyalások miatt |        |                           |                    |                     |              |           |      |
| 12.                                                                                             |        | Sólyom László altábornagy | 1948               | 1950. május 20.     | 1–2 év       | Független |      |
| 13.                                                                                             |        | Bata István tábornok      | 1950. május 20.    | 1951. június 1.     | 1 év, 11 nap | MDP       |      |

### Magyar Néphadsereg (1951−1990)
| # | Portré | Vezérkari főnök              | Hivatal kezdete     | Hivatal vége        | Hivatali idő   | Párt      | Párt |
| --- | ------ | ---------------------------- | ------------------- | ------------------- | -------------- | --------- | ---- |
| (13.) |        | Bata István tábornok         | 1951. június 1.     | 1953. augusztus 10. | 2 év, 71 nap   | MDP       |      |
| 14. |        | Székely Béla vezérőrnagy     | 1953. augusztus 11. | 1954. november 22.  | 1 év, 103 nap  | MDP       |      |
| 15. |        | Tóth Lajos vezérőrnagy       | 1954. november 23.  | 1956. október 24.   | 2 év           | MDP       |      |
| 16. |        | Kovács István                | 1956. október 24.   | 1956. október 31.   | 7 nap          | MDP       |      |
| Üres (1956. október 31. – november 12.) 1956-os forradalom; a hadsereg irányítását Maléter Pál veszi át, vezérkari főnököt nem jelöl |        |                              |                     |                     |                |           |      |
| 17. |        | Hegyi László vezérőrnagy     | 1956. november 12.  | 1957                | 1 év           | MDP MSZMP |      |
| 18. |        | Ugrai Ferenc altábornagy     | 1957                | 1963                | 6 év           | MSZMP     |      |
| 19. |        | Csémi Károly vezérőrnagy     | 1963                | 1973. január 19.    | 10 év          | MSZMP     |      |
| 20. |        | Oláh István hadseregtábornok | 1973. január 19.    | 1984. december 6.   | 11 év, 322 nap | MSZMP     |      |
| 21. |        | Pacsek József altábornagy    | 1984. december 6.   | 1989. november 30.  | 4 év, 360 nap  | MSZMP     |      |
| 22. |        | Borsits László altábornagy   | 1989. november 30.  | 1990. március 1.    | 90 nap         | MSZMP     |      |

### Honvédség (1990−napjainkig)
| #   | Portré | Vezérkari főnök                    | Hivatal kezdete     | Hivatal vége        | Hivatali idő  | Párt      | Párt |
| --- | ------ | ---------------------------------- | ------------------- | ------------------- | ------------- | --------- | ---- |
| 23. |        | Borsits László altábornagy         | 1990. március 1.    | 1991. szeptember 8. | 1 év, 191 nap | Független |      |
| 24. |        | Deák János vezérezredes            | 1991. szeptember 8. | 1994. október 31.   | 3 év, 52 nap  | Független |      |
| 25. |        | Németh Sándor vezérezredes         | 1994. október 31.   | 1996. június 5.     | 1 év, 217 nap | Független |      |
| 26. |        | Végh Ferenc vezérezredes           | 1996. június 5.     | 1999. július 31.    | 3 év, 56 nap  | Független |      |
| 27. |        | Fodor Lajos vezérezredes           | 1999. július 31.    | 2003. február 28.   | 3 év, 211 nap | Független |      |
| 28. |        | Szenes Zoltán altábornagy          | 2003. február 28.   | 2005. január 31.    | 1 év, 336 nap | Független |      |
| 29. |        | Havril András vezérezredes         | 2005. január 31.    | 2009. január 15.    | 3 év,349 nap  | Független |      |
| 30. |        | Tömböl László vezérezredes         | 2009. január 15.    | 2010. június 5.     | 1 év, 140 nap | Független |      |
| 31. |        | Benkő Tibor vezérezredes           | 2010. június 5.     | 2018. május 16.     | 7 év, 344 nap | Független |      |
| 32. |        | Korom Ferenc vezérezredes          | 2018. május 16.     | 2021. június 1.     | 3 év, 16 nap  | Független |      |
| 33. |        | Ruszin-Szendi Romulusz altábornagy | 2021. június 1.     | 2023. április 27.   | 1 év, 328 nap | Független |      |
| 34. |        | Böröndi Gábor vezérezredes         | 2023. április 27.   | hivatalban          |               | Független |      |

## Jogszabályok
- 2011. évi CXIII. törvény a honvédelemről és a Magyar Honvédségről, valamint a különleges jogrendben bevezethető intézkedésekről Archiválva 2019. május 7-i dátummal a Wayback Machine-ben